# Saison 4 de NCIS : Los Angeles
Chronologie
Saison 3 Saison 5
Cet article présente le guide des épisodes de la quatrième saison de la série télévisée NCIS : Los Angeles.

## Généralités
- Aux États-Unis, cette saison est diffusée sur le réseau CBS depuis le 25 septembre 2012[1].
- Au Canada, elle est diffusée en simultané sur le réseau Global.
- En France, cette saison est diffusée depuis le 22 mars 2013 sur M6.

## Distribution

### Acteurs réguliers
- Chris O'Donnell : Agent Spécial G. Callen
- LL Cool J : Agent Spécial Sam Hanna
- Daniela Ruah : Agent Spécial Kensi Blye
- Eric Christian Olsen : Lieutenant Marty Deeks
- Linda Hunt : Henrietta "Hetty" Lange
- Barrett Foa : Eric Beale
- Renée Felice Smith : Nell Jones

### Acteurs récurrents et invités
- Miguel Ferrer : directeur adjoint du NCIS Owen Granger (épisodes 1, 4, 6, 8, 9, 14, 16, 18 et 19)
- Rachel Ticotin : Monica Tenez[2] (épisode 4)
- Aunjanue Ellis : Michelle Hanna, agent de la CIA (épisodes 6, 17 et 24)
- Vyto Ruginis : Arkady Kolcheck (épisodes 6 et 17)
- Kathleen Rose Perkins : Rose Carlyle, médecin légiste (épisode 7)
- Peter Cambor : Nate Getz, psychologue opérationnel [3] (épisode 12)
- Erik Palladino : Vostanik Sabatino, agent de la CIA (épisode 17)

#### Acteurs de NCIS: Red
- Edwin Hodge : Kai Ashe[4] (épisodes 18 et 19)
- John Corbett : Roy Haines[5] (épisodes 18 et 19)
- Scott Grimes : Dave Flynn[6] (épisodes 18 et 19)
- Gillian Alexy : Claire Keats[7] (épisodes 18 et 19)
- Kim Raver : Paris Summerskill[8] (épisodes 18 et 19)
- Kenneth Mitchell : Danny Gallagher[8] (épisode 18)

## Épisodes

### Épisode 1:À l'aveugle (3epartie)
- États-Unis /  Canada : 25 septembre 2012 sur CBS[1] / Global
- France : 22 mars 2013 sur M6
- Québec : 19 septembre 2013 sur V[9]

- États-Unis : 16,7 millions de téléspectateurs[10]
- Canada : 2,42 millions de téléspectateurs[11]
- Québec : 226 000 téléspectateurs[12]
- France : 4,21 millions de téléspectateurs[13]

- Miguel Ferrer (Directeur adjoint du NCIS Owen Granger)
- Alon Moni Aboutboul (Naseem Vaziri)
- Christopher Lambert (Marcel Janvier)
- Erick Avari (Hosein Khadem)
- Cooper Thornton (Kevin Atley)
- Lovensky Jean-Baptiste (Agent du NCIS)
- Candace Afia (Caissière)
- Adrian Gonzalez (Caissier)
- A.J. Castro (Garde du corps)
- Kim Swennen (Agent du NCIS)

### Épisode 2:Les Recrues
- États-Unis /  Canada : 2 octobre 2012 sur CBS / Global
- France : 22 mars 2013 sur M6
- Québec : 26 septembre 2013 sur V

- États-Unis : 14,91 millions de téléspectateurs[15] (première diffusion)
- Canada : 2,19 millions de téléspectateurs[16]
- France : 4,21 millions de téléspectateurs[13]

- Glenn Morshower (Brian Adams)
- Antonio Leon (Omar)
- Felix Ryan (Danny Levian)
- Anthony Azizi (Adanan Al-Ahmadi)
- Kate McNeil (Carol Adams)
- Enuka Okuma (Major de la Marine Denise Young)
- Matt Bushell (Jason Smith)
- Jonathan Fraser (Bob)
- Courtney Hope (Mary Clark)
- Roshawn Franklin (Pilote de drone de l'Air Force)
- Juan Alfonso (Carlos)
- Monica Lawson (Opérateur de capteurs de l'Air Force)
- James Bane (John Harris)

### Épisode 3:Le Cinquième Homme
- États-Unis /  Canada : 9 octobre 2012 sur CBS / Global
- France : 29 mars 2013 sur M6
- Québec : 3 octobre 2013 sur V

- États-Unis : 15,18 millions de téléspectateurs[18] (première diffusion)
- Canada : 2,13 millions de téléspectateurs[19]
- France : 3,62 millions de téléspectateurs[20]

- Abbie Cobb (Astrid)
- Myk Watford (Mike Hoffman)
- Ian Alda (Docteur Oliver Mathers)
- Troy Winbush (George Toretto)
- Wayne Lopez (Ouvrier)
- Roy Werner (Homme riche)
- Paul Keith (Retraité)
- David Magidoff (Collégien)
- Robert Parks-Valleta (Serveur / Chauffeur)
- Ondrea J. Smith (Mère)
- Julia O'Donnell (Mère)
- Jeanne D. Olsen (Mère)
- Caterina Korn Broder (Mère)

### Épisode 4:Politiquement vôtre
- États-Unis /  Canada : 23 octobre 2012 sur CBS / Global
- France : 29 mars 2013 sur M6
- Québec : 10 octobre 2013 sur V

- États-Unis : 16,53 millions de téléspectateurs[22] (première diffusion)
- Canada : 2,40 millions de téléspectateurs[23]
- France : 3,62 millions de téléspectateurs[20]

- Miguel Ferrer (Directeur adjoint du NCIS Owen Granger)
- Rachel Ticotin (Monica Tenez)
- Brian Howe (Jack Caldwell)
- Sam Anderson (Sénateur Dick Osborne)
- David Chisum (Andrew Ryan)
- Robyn Cohen (Rebecca Collins)
- Sean Marquette (Ed Mosker)
- Jae Suh (Lisa Tran)
- David Del Rio (Clay Everhurst)
- Kimberley Crossman (Barista)
- Jonah Wharton (Serveur)

### Épisode 5:Le Projet Sinclair(1repartie)
- États-Unis /  Canada : 30 octobre 2012 sur CBS / Global
- France : 5 avril 2013 sur M6
- Québec : 17 octobre 2013 sur V

- États-Unis : 16,28 millions de téléspectateurs[25] (première diffusion)
- Canada : 2,23 millions de téléspectateurs[26] (première diffusion)
- France : 3,41 millions de téléspectateurs[27]

- Glynn Turman (James Pierce)
- Abby Brammell (Megan Hendley)
- Keith Powell (Robert Pierce)
- Kate Lacey (Médecin légiste Amy Shuler)

### Épisode 6:Le Projet Sinclair (2epartie)
- États-Unis /  Canada : 13 novembre 2012 sur CBS / Global
- France : 5 avril 2013 sur M6
- Québec : 24 octobre 2013 sur V

- États-Unis : 15,77 millions de téléspectateurs[28] (première diffusion)
- Canada : 2,11 millions de téléspectateurs[29]
- France : 3,41 millions de téléspectateurs[27]

- Miguel Ferrer (Directeur adjoint du NCIS Owen Granger)
- Aunjanue Ellis (Michelle Hanna / Quinn)
- Timothy V. Murphy (Isaak Sidorov)
- Vyto Ruginis (Arkady Kolcheck)
- Marcus Giamatti (Michael Snyder, agent de la CIA)
- Andrew Howard (Dmitri Greshnev)
- Joel Bissonnette (Viktor Varlamov)
- Kent Faulcon (Mark Williams, agent du FBI)
- Petar Kirilov (Acolyte)
- Kalyn Hemphill (Anna Folasade)
- Tom Winter (Nassir, agent du NCIS)
- Jeronimo Spinx (Thompson, agent du NCIS)
- Layla Crawford (Fille de Sam)

### Épisode 7:Dans le creux de la vague
- États-Unis /  Canada : 20 novembre 2012 sur CBS / Global
- France : 12 avril 2013 sur M6
- Québec : 31 octobre 2013 sur V

- États-Unis : 15,13 millions de téléspectateurs[30] (première diffusion)
- Canada : 2,15 millions de téléspectateurs[31]
- France : 3,66 millions de téléspectateurs[32]

- Jeremy Lelliott (Lance Eddings)
- Ricardo Molina (Sonny Amador)
- Kathleen Rose Perkins (Rose Carlyle, médecin légiste)
- Brian George (Directeur)
- Andy Umberger (Andrew Hughes)
- Greg Cipes (Homme saoul)
- Andrew Lukich (Conducteur de l'ambulance)
- Kevin Paul (Clint Sears)
- Richard Clarke Larsen (Hippie)
- Erik Audé (Surfeur)
- Kevin McNamara (Barman)
- Sarah Rosenkrantz (Freedom Weinberg)

### Épisode 8:La Part du feu
- États-Unis /  Canada : 27 novembre 2012 sur CBS / Global
- France : 12 avril 2013 sur M6
- Québec : 7 novembre 2013 sur V

- États-Unis : 14,49 millions de téléspectateurs[33] (première diffusion)
- Canada : 1,97 million de téléspectateurs[34]
- France : 3,66 millions de téléspectateurs[32]

- Miguel Ferrer (Directeur adjoint du NCIS Owen Granger)
- Sasha Jackson (Nicole Burns)
- Matt Riedy (Victor Potter)
- Jenny Gago (Wendy Morrison)
- Nick Puga (Dex Stevenson)
- Kevin Jackson (Dale Farmer)
- Jacquie Barnbrook (Réceptionniste)
- Michelle Ramjee Garland (Fatima Khan)
- Lee De Broux (Barry Brooks)
- Jesus Ruiz (Raul Ruiz)
- James Babson (Infirmier des urgences)
- Emily A. Hakopyan (Fatima Kahn à 12 ans)

### Épisode 9:La Soif de l'or
- États-Unis /  Canada : 11 décembre 2012 sur CBS / Global
- France : 19 avril 2013 sur M6
- Québec : 14 novembre 2013 sur V

- États-Unis : 15,12 millions de téléspectateurs[35] (première diffusion)
- Canada : 2,046 millions de téléspectateurs[36]
- France : 3,62 millions de téléspectateurs[37]

- Miguel Ferrer (Directeur adjoint du NCIS Owen Granger)
- Stephen Rider (Jack Williams)
- Cameron Goodman (Gloria Bryant)
- Jack Kehler (Propriétaire du magasin)
- Tom Kiesche (Remo / Receptionniste)
- Brandon Morales (Garde)

### Épisode 10:Noël en haute mer
- États-Unis /  Canada : 18 décembre 2012 sur CBS / Global
- France : 19 avril 2013 sur M6
- Québec : 21 novembre 2013 sur V

- États-Unis : 15,48 millions de téléspectateurs[38] (première diffusion)
- Canada : 2,48 millions de téléspectateurs[39]
- France : 3,62 millions de téléspectateurs[37]

- Karl Makinen (Commandant de la Navy)
- Aaron Hill (Lieutenant Abernathy)
- Chris Brochu (Simon Allen, officier premier maître)
- Leonard Robinson (Sergent Jefferies)
- Ellary Porterfield (Smalls)
- Desean Terry (Lambert)
- Shashawnee Hall (Leonard Wall)
- Todd Grant Kimsey (XO)

### Épisode 11:Écart de conduite
- États-Unis /  Canada : 8 janvier 2013 sur CBS / Global
- France : 26 avril 2013 sur M6
- Québec : 28 novembre 2013 sur V

- États-Unis : 17,9 millions de téléspectateurs[40] (première diffusion)
- Canada : 2,14 millions de téléspectateurs[41]
- France : 3,47 millions de téléspectateurs[42]

- Joseph A. Nunez (Jaime)
- Kurt Caceres (Esposito)
- Benito Martinez (Gonzalo Vargas)
- Macey Cruthird (Talia Radler)
- Cyia Batten (Jenny Radler)
- Tom Choi (Fong, officier LAPD)
- Brandy Ledford (Allison Hall)
- Evelina Fernandez (Guadalupe)

### Épisode 12:Soldats de papier
- États-Unis /  Canada : 15 janvier 2013 sur CBS / Global
- France : 26 avril 2013 sur M6
- Québec : 5 décembre 2013 sur V[43]

- États-Unis : 17,63 millions de téléspectateurs[44] (première diffusion)
- Canada : 2,18 millions de téléspectateurs[45]
- France : 3,47 millions de téléspectateurs[42]

- Peter Cambor (Nate Getz, psychologue opérationnel)
- Kathleen Rose Perkins (Rose Carlyle, médecin légiste)

### Épisode 13:L'Élu
- États-Unis /  Canada : 29 janvier 2013 sur CBS / Global
- France : 3 mai 2013 sur M6
- Québec : 21 janvier 2014 sur V

- États-Unis : 17,30 millions de téléspectateurs[46] (première diffusion)
- Canada : 1,87 million de téléspectateurs[47]
- France : 3,73 millions de téléspectateurs[48]

- Adam Croasdell (Jamal Avlurov)
- Corin Nemec (Anwar Amurov)
- Luciana Carro (Gloria Seggara)
- Stoney Westmoreland (Rick Gibson, sergent du LAPD)
- Christian Svensson (Chovka Zelimov)
- Ben Begley (Loueur de voitures)
- Justin Alston (James "Masud" Booth)
- Konstantin Melikhov (Karim Moussa)

### Épisode 14:La Force adverse
- États-Unis /  Canada : 5 février 2013 sur CBS / Global
- France : 10 mai 2013 sur M6
- Québec : 28 janvier 2014 sur V

- États-Unis : 16,67 millions de téléspectateurs[49] (première diffusion)
- Canada : 1,81 million de téléspectateurs[50]
- France : 2,91 millions de téléspectateurs[51]

- Miguel Ferrer (Directeur adjoint du NCIS Owen Granger)
- Nicholas Bishop (David Inman)
- Evan Gamble (Chad Parish)
- Erin Chambers (Jenna Parish)
- Misha Gonz-Cirkl (Civile)
- Ray Stefanelli (Opérateur 1)
- Bill Zasadil (Opérateur 2)
- Jay Hunter (Opérateur 3)
- Cody Bassett (Opérateur 4)
- Sal Velez Jr. (Sentinelle 2)
- Augusto Valvadere (Luis Cisneros)

### Épisode 15:L'Art de la guerre
- États-Unis /  Canada : 19 février 2013 sur CBS / Global
- France : 17 mai 2013 sur M6
- Québec : 4 février 2014 sur V

- États-Unis : 16,27 millions de téléspectateurs[52] (première diffusion)
- Canada : 1,971 million de téléspectateurs[53]
- France : 3,99 millions de téléspectateurs[54]

- Richard Cox (Docteur Roy Hale)
- Sylva Kelegian (Leah Dewhurst)
- Jared Hillman (David Thompson)
- Hartley Sawyer (Alan Sanderson)
- Tim deZarn (Jim Mullins)
- Ciera Payton (Ellen)
- Regan Burns (Brad Ross)
- Landon Ashworth (Jeff)

### Épisode 16:Lokhay
- États-Unis /  Canada : 26 février 2013 sur CBS / Global
- France : 24 mai 2013 sur M6
- Québec : 11 février 2014 sur V

- États-Unis : 17,02 millions de téléspectateurs[55] (première diffusion)
- Canada : 2,13 millions de téléspectateurs[56]
- France : 3,726 millions de téléspectateurs
- France : 3,89 millions de téléspectateurs[57]

- Miguel Ferrer (Directeur adjoint du NCIS Owen Granger)
- Amir Korangy (Yusef Khan)
- Cas Anvar (L'ambassadeur / Haakim Habib)
- Tamer Aziz (Amir Khan)
- David Greenman (Gérant)
- Chelsea Taylor (Nicole Benet)
- Sala Baker (Acolyte #1)

### Épisode 17:Partenaires particuliers
- États-Unis /  Canada : 5 mars 2013 sur CBS / Global
- France : 31 mai 2013 sur M6
- Québec : 18 février 2014 sur V

- États-Unis : 16,24 millions de téléspectateurs[58] (première diffusion)
- Canada : 2,06 millions de téléspectateurs[59]
- France : 3,08 millions de téléspectateurs[60]

- Aunjanue Ellis (Michelle Hanna / Quinn)
- Vyto Ruginis (Arkady Kolcheck)
- Marcus Giamatti (Michael Snyder, agent de la CIA)
- Timothy V. Murphy (Isaak Sidorov)
- Andrew Howard (Dmitri Greshnev)
- Erik Palladino (Vostanik Sabatino, agent de la CIA)
- Joel Bissonnette (Viktor Varlamov)
- Ravil Isyanov (Anatoli Kirkin)
- Jeff De Serrano (Sergent LAPD)
- Sean Patrick Murphy (Policier LAPD)
- Dawn Noel (Partenaire du LAPD)

L'épisode reprend et clôt le fil rouge des épisodes 5 et 6. 

### Épisode 18:Red (1repartie)
- États-Unis /  Canada : 19 mars 2013 sur CBS / Global
- France : 7 juin 2013 sur M6
- Québec : 25 février 2014 sur V

- États-Unis : 16,84 millions de téléspectateurs[61] (première diffusion)
- Canada : 2,41 millions de téléspectateurs[62]  (première diffusion)
- France : 3,79 millions de téléspectateurs[63]

- Miguel Ferrer (Directeur adjoint du NCIS Owen Granger)
- Edwin Hodge (Technicien Kai Ashe)[64]
- John Corbett (Roy Haines)[64]
- Scott Grimes (Agent spécial Dave Flynn)[64]
- Gillian Alexy (Agent spécial Claire Keats)[64]
- Kim Raver (Agent spécial Paris Summerskill)[64]
- Kenneth Mitchell (Danny Gallagher)[64]

### Épisode 19:Red (2epartie)
- États-Unis /  Canada : 26 mars 2013 sur CBS / Global
- France : 7 juin 2013 sur M6
- Québec : 4 mars 2014 sur V
- Belgique : 2 avril 2014 sur RTL-TVI

- États-Unis : 14,53 millions de téléspectateurs[65]
- Canada : 1,92 million de téléspectateurs[66]
- France : 3,79 millions de téléspectateurs[63]

- Miguel Ferrer (Directeur adjoint du NCIS Owen Granger)
- Kim Raver (Agent spécial Paris Summerskill)[64]
- John Corbett (Roy Haines)[64]
- Scott Grimes (Agent spécial Dave Flynn)[64]
- Gillian Alexy (Agent spécial Claire Keats)[64]
- Edwin Hodge (Technicien Kai Ashe)[64]
- Jamie Harris (Tommy Kraus)
- Jake Short (Gregory Benjamin) (VF : Florent Dorin)
- Omid Abtahi (Ari Yousef Sayed)
- Lachlan Buchanan (Brett)
- Vanessa Vander Pluym (La demoiselle)
- Jonathan Oldham (Robert Spears)
- Burton Perez (Jose Ramirez)
- Sam Mehran (en) (Lucas Liboiron) (VF : Brice Ournac)

### Épisode 20:Le Poison
- États-Unis /  Canada : 9 avril 2013 sur CBS / Global
- France : 14 juin 2013 sur M6
- Québec : 11 mars 2014 sur V
- Belgique : 2 avril 2014 sur RTL-TVI

- États-Unis : 14,1 millions de téléspectateurs[67] (première diffusion)
- Canada : 1,64 million de téléspectateurs[68]
- France : 3,40 millions de téléspectateurs[69]

- Tom Gallop (Lawrence De Vries)
- Chris Bruno (Dominic Fryman)
- Jay Ellis (Officier Randall Baker)
- Omar Elba (Zaki Faheem)
- Owen Teague (Alex Fryman)
- Steven W. Bailey (Cam)
- Mark Espinoza (Détective Lopez)
- Lily Mariye (Ashley Hong)
- Travis Aaron Wade (Officier Crawford)
- Steve Tom (Roger / Morgan)
- Rance Howard (Eugene)
- Jade Carter (Lieutenant Joshua Gordon)
- Bree Condon (Alessandra)
- Kent Shocknek (Reporter)

### Épisode 21:Résurrection
- États-Unis /  Canada : 23 avril 2013 sur CBS / Global
- France : 21 juin 2013 sur M6
- Québec : 18 mars 2014 sur V
- Belgique : 9 avril 2014 sur RTL-TVI

- États-Unis : 14,22 millions de téléspectateurs[70] (première diffusion)
- Canada : 1,89 million de téléspectateurs[71]
- France : 3,31 millions de téléspectateurs[72]

- Zach Villa (Javier Ramos)
- James MacDonald (John Ness, agent spécial de la DEA)
- Gary Perez (Miquel Barbosa)
- Hector Luis Bustamante (Détective Sanchez)
- Darius De La Cruz (Légiste 1)
- Emiliano Torres (Légiste 2)
- Felipe Alejandro (Homme de main du Cartel)

### Épisode 22:Le Corbeau et les Cygnes
- États-Unis /  Canada : 30 avril 2013 sur CBS / Global
- France : 28 juin 2013 sur M6
- Québec : 25 mars 2014 sur V
- Belgique : 9 avril 2014 sur RTL-TVI

- États-Unis : 13,07 millions de téléspectateurs[73] (première diffusion)
- Canada : 1,8 million de téléspectateurs[74]
- France : 3,227 millions de téléspectateurs[75]

- Andrea Roth (Grace Stevens)
- Ronan Vibert (Visser)
- Carsten Norgaard (Nolan Vandenberg)
- Nicholas Downs (Bellman)
- Darwin Harris (Homme d'affaires)
- Pat Harvey (Présentateur du journal)

### Épisode 23:Le Bon, la Brune et les Diamants
- États-Unis /  Canada : 7 mai 2013 sur CBS / Global
- France : 5 juillet 2013 sur M6
- Québec : 1er avril 2014 sur V
- Belgique : 16 avril 2014 sur RTL-TVI

- États-Unis : 13,18 millions de téléspectateurs[76] (première diffusion)
- Canada : 1,62 million de téléspectateurs[77]
- France : 2,809 millions de téléspectateurs[75]

- Jeananne Goossen (Monica Davis)
- Nick Jameson (Johannes Waaldt)
- Greg Ellis (Pieter Smit)
- Wen Yann Shih (Hôtesse)

### Épisode 24:Descente aux enfers
- États-Unis /  Canada : 14 mai 2013 sur CBS[78] / Global
- France : 5 juillet 2013 sur M6
- Québec : 8 avril 2014 sur V
- Belgique : 16 avril 2014 sur RTL-TVI

- États-Unis : 13,52 millions de téléspectateurs[79] (première diffusion)
- Canada : 1,78 million de téléspectateurs[80]
- France : 3 millions de téléspectateurs[81]

- Aunjanue Ellis (Michelle Hanna)
- Christophe Lambert (Marcel Janvier)
- Timothy V. Murphy (Isaak Sidorov)
- Alon Moni Aboutboul (Naseem Vaziri)
- Pasha Lychnikoff (Michael Zhrov)
- Massi Furlan (Mikhail Andros)
- Marco Rodriguez (Professeur Rodrigo Tamariz)
- Gabriel Luna (Étudiant en géologie)
- Natasha Alam (Veronica Pisconov)
- Kym Jackson (Maya Yerzov)
- Zylan Brooks (Directeur de la banque)
- Fahim Fazli (Garde iranien)

## Cotes d'écoute au Canada anglophone

### Portrait global
- La moyenne de cette saison est d’environ 2,06 millions de téléspectateurs[Note 2].

### Données détaillées
| Numéro épisode | Titre original        | Diffuseur | Date de diffusion originale (2012-2013) | Heure         | Cotes d'écoute (en téléspectateurs) | Classement soirée | Classement semaine |
| -------------- | --------------------- | --------- | --------------------------------------- | ------------- | ----------------------------------- | ----------------- | ------------------ |
| 1              | Endgame               | Global    | Mardi 25 septembre 2012                 | 21h01 HE / HP | 2 417 000                           | 2                 | 7                  |
| 2              | Recruit               | Global    | Mardi 2 octobre 2012                    | 21h00 HE / HP | 2 191 000                           | 2                 | 6                  |
| 3              | The Fifth Man         | Global    | Mardi 9 octobre 2012                    | 21h00 HE / HP | 2 130 000                           | 2                 | 6                  |
| 4              | Dead Body Politic     | Global    | Mardi 23 octobre 2012                   | 21h00 HE / HP | 2 399 000                           | 2                 | 5                  |
| 5              | Out of the Past       | Global    | Mardi 30 octobre 2012                   | 21h00 HE / HP | 2 231 000                           | 2                 | 7                  |
| 6              | Rude Awakenings       | Global    | Mardi 13 novembre 2012                  | 21h00 HE / HP | 2 106 000                           | 2                 | 6                  |
| 7              | Skin Deep             | Global    | Mardi 20 novembre 2012                  | 21h01 HE / HP | 2 154 000                           | 2                 | 7                  |
| 8              | Collateral            | Global    | Mardi 27 novembre 2012                  | 21h00 HE / HP | 1 969 000                           | 3                 | 8                  |
| 9              | The Gold Standard     | Global    | Mardi 11 décembre 2012                  | 21h00 HE / HP | 2 046 000                           | 2                 | 6                  |
| 10             | Free Ride             | Global    | Mardi 18 décembre 2012                  | 21h00 HE / HP | 2 475 000                           | 2                 | 2                  |
| 11             | Drive                 | Global    | Mardi 8 janvier 2013                    | 21h00 HE / HP | 2 141 000                           | 2                 | 6                  |
| 12             | Paper Soldiers        | Global    | Mardi 15 janvier 2013                   | 21h00 HE / HP | 2 183 000                           | 2                 | 5                  |
| 13             | The Chosen One        | Global    | Mardi 29 janvier 2013                   | 21h00 HE / HP | 1 870 000                           | 2                 | 9                  |
| 14             | Kill House            | Global    | Mardi 5 février 2013                    | 21h00 HE / HP | 1 814 000                           | 3                 | 9                  |
| 15             | History               | Global    | Mardi 19 février 2013                   | 21h00 HE / HP | 1 971 000                           | 2                 | 8                  |
| 16             | Lohkay                | Global    | Mardi 26 février 2013                   | 21h00 HE / HP | 2 127 000                           | 2                 | 3                  |
| 17             | Wanted                | Global    | Mardi 5 mars 2013                       | 21h00 HE / HP | 2 057 000                           | 2                 | 6                  |
| 18             | Red (Première partie) | Global    | Mardi 19 mars 2013                      | 21h00 HE / HP | 2 408 000                           | 2                 | 4                  |
| 19             | Red (Deuxième partie) | Global    | Mardi 26 mars 2013                      | 21h00 HE / HP | 1 921 000                           | 2                 | 5                  |
| 20             | Purity                | Global    | Mardi 9 avril 2013                      | 21h00 HE / HP | 1 636 000                           | 3                 | 10                 |
| 21             | Resurrection          | Global    | Mardi 23 avril 2013                     | 21h00 HE / HP | 1 886 000                           | 2                 | 7                  |
| 22             | Raven & The Swans     | Global    | Mardi 30 avril 2013                     | 21h00 HE / HP | 1 803 000                           | 3                 | 9                  |
| 23             | Parley                | Global    | Mardi 7 mai 2013                        | 21h00 HE / HP | 1 616 000                           | 3                 | 7                  |
| 24             | Descent               | Global    | Mardi 14 mai 2013                       | 21h00 HE / HP | 1 784 000                           | 2                 | 8                  |